# George Peeples
George Albert Peeples (Georgia, 30 de octubre de 1943) es un exjugador de baloncesto estadounidense que disputó seis temporadas en la ABA. Con 2,01 metros de estatura, jugaba en la posición de pívot.

## Trayectoria deportiva

### Universidad
Jugó durante tres temporadas con los Hawkeyes de la Universidad de Iowa, en las que promedió 15,1 puntos y 9,6 rebotes por partido. En 1965 fue incluido en el tercer mejor quinteto de la Big Ten Conference, mientras que al año siguiente lo hacía en el segundo mejor. Esas dos temporadas acabó como máximo reboteador de los Hawkeyes.

### Profesional
Fue elegido en la trigésimo quinta posición del Draft de la NBA de 1966 por Baltimore Bullets, pero tras una temporada en blanco acabó fichando por los Indiana Pacers de la ABA. En su primera temporada, actuando como suplente de Bob Netolicky, promedió 6,0 puntos y 5,8 rebotes por partido.
Al comienzo de la temporada 1969-70 fue traspasado a los Carolina Cougars, donde ganó minutos de juego. En su segundo año en el equipo firmó su mejor temporada como profesional, promediando 11,7 puntos y 9,4 rebotes por encuentro.
Sin embargo, al año siguiente es enviado a los Utah Stars como compensación por el fichaje de Jim McDaniels, y éstos a su vez traspasaron sus derechos a los Dallas Chaparrals a cambio de John Beasley. No tuvo suerte en el equipo texano, ya que únicamente llegó a disputar seis partidos, en los que promedió 4,8 puntos y 5,8 rebotes.
Al año siguiente volvió a recalar en Indiana Pacers, pero tampoco tuvo continuidad. Al final de la temporada entró en el draft de dispersión por la llegada de unevos equipos a la liga, siendo elegido por los San Diego Conquistadors, quienes finalmente lo descartaron.

## Estadísticas de su carrera en la ABA

### Temporada regular
| Temporada | Edad | Equipo            | Liga | Pos. | P   | TIT | MIN  | TC  | TCA | %TC  | 3P  | 3PA | %3P  | 2P  | 2PA | %2P  | TL  | TLA | %TL  | R.OF. | R.DEF. | REB | ASIS | ROB | TAP | PER | FP  | PTS  |
| 1967-68   | 24   | Indiana Pacers    | ABA  | C    | 65  |     | 18.5 | 2.1 | 5.2 | .407 | 0.0 | 0.0 | .000 | 2.1 | 5.2 | .411 | 1.8 | 2.9 | .612 |       |        | 5.8 | 0.4  |     |     | 1.1 | 2.1 | 6.0  |
| 1968-69   | 25   | Indiana Pacers    | ABA  | C    | 64  |     | 17.4 | 1.9 | 4.3 | .439 | 0.0 | 0.0 |      | 1.9 | 4.3 | .439 | 1.6 | 2.2 | .711 | 2.0   | 3.6    | 5.6 | 0.5  |     |     | 1.1 | 2.1 | 5.4  |
| 1969-70   | 26   | Carolina Cougars  | ABA  | C    | 83  |     | 26.7 | 3.4 | 8.2 | .409 | 0.0 | 0.1 | .000 | 3.4 | 8.1 | .413 | 2.5 | 3.8 | .663 | 2.8   | 5.5    | 8.3 | 1.5  |     |     | 1.7 | 2.8 | 9.2  |
| 1970-71   | 27   | Carolina Cougars  | ABA  | C    | 82  |     | 27.1 | 4.6 | 9.4 | .488 | 0.0 | 0.0 | .000 | 4.6 | 9.4 | .488 | 2.5 | 4.1 | .603 | 3.2   | 6.2    | 9.4 | 1.3  |     |     | 2.4 | 3.4 | 11.7 |
| 1971-72   | 28   | Dallas Chaparrals | ABA  | C    | 6   |     | 20.8 | 1.8 | 4.2 | .440 | 0.0 | 0.0 |      | 1.8 | 4.2 | .440 | 1.2 | 1.8 | .636 | 2.5   | 3.3    | 5.8 | 0.8  |     |     | 1.5 | 1.7 | 4.8  |
| 1972-73   | 29   | Indiana Pacers    | ABA  | C    | 9   |     | 6.2  | 0.4 | 1.6 | .286 | 0.0 | 0.0 |      | 0.4 | 1.6 | .286 | 0.7 | 1.2 | .545 | 0.3   | 1.3    | 1.7 | 0.4  |     |     | 0.7 | 1.6 | 1.6  |
| Total     |      |                   | ABA  |      | 309 |     | 22.4 | 3.0 | 6.8 | .441 | 0.0 | 0.0 | .000 | 3.0 | 6.8 | .443 | 2.1 | 3.2 | .639 | 2.6   | 5.0    | 7.3 | 1.0  |     |     | 1.6 | 2.6 | 8.1  |

### Playoffs
| Temporada | Edad | Equipo           | Liga | Pos. | P  | TIT | MIN  | TC  | TCA  | %TC  | 3P  | 3PA | %3P  | 2P  | 2PA  | %2P  | TL  | TLA | %TL  | R.OF. | R.DEF. | REB  | ASIS | ROB | TAP | PER | FP  | PTS |
| 1967-68   | 24   | Indiana Pacers   | ABA  | C    | 3  |     | 20.7 | 4.0 | 7.0  | .571 | 0.0 | 0.0 |      | 4.0 | 7.0  | .571 | 0.7 | 1.0 | .667 |       |        | 10.3 | 1.3  |     |     | 1.3 | 3.0 | 8.7 |
| 1968-69   | 25   | Indiana Pacers   | ABA  | C    | 17 |     | 24.6 | 1.9 | 4.8  | .395 | 0.0 | 0.1 | .000 | 1.9 | 4.7  | .400 | 2.2 | 3.4 | .667 |       |        | 6.8  | 0.6  |     |     | 0.9 | 2.4 | 6.0 |
| 1969-70   | 26   | Carolina Cougars | ABA  | C    | 4  |     | 31.5 | 3.8 | 10.5 | .357 | 0.0 | 0.0 |      | 3.8 | 10.5 | .357 | 2.3 | 3.3 | .692 |       |        | 13.5 | 1.0  |     |     |     | 3.3 | 9.8 |
| Total     |      |                  | ABA  |      | 24 |     | 25.3 | 2.5 | 6.0  | .410 | 0.0 | 0.0 | .000 | 2.5 | 6.0  | .413 | 2.0 | 3.0 | .671 |       |        | 8.4  | 0.8  |     |     | 1.0 | 2.6 | 7.0 |